# Kraljeva Velika
Kraljeva Velika es una localidad de Croacia en el municipio de Lipovljani, condado de Sisak-Moslavina.

## Geografía
Se encuentra a una altitud de 98 m s. n. m. a 101 km de la capital nacional, Zagreb.

## Demografía
En el censo 2011, el total de población de la localidad fue de 473 habitantes.